# Веневереська сільська рада (Сууре-Яаніський район)
Ве́невереська сільська рада (ест. Venevere külanõukogu, рос. Веневереский сельский совет) — сільська рада в Естонській РСР, адміністративно-територіальна одиниця в складі повіту Вільяндімаа (1945—1950) та Сууре-Яаніського району (1950—1954).

## Населені пункти
Сільській раді підпорядковувалися села: Паенасте (Paenaste), Котсама (Kotsama), Унаквере (Unakvere), Вана-Веневере (Vana-Venevere), Ууе-Веневере (Uue-Venevere), Канґрусааре (Kangrusaare).

## Історія
13 вересня 1945 року на території волості Кио у Вільяндіському повіті утворена Веневереська сільська рада з центром у селі Ууе-Веневере.
26 вересня 1950 року, після скасування в Естонській РСР повітового та волосного поділу, сільська рада ввійшла до складу новоутвореного Сууре-Яаніського сільського району.
20 березня 1954 року відбулася зміна кордонів між районами Естонської РСР, зокрема від Веневереської сільради передані Витс'ярвеській сільській раді Пилтсамааського району 5 га земель колгоспу «Нове Життя» («Uue Elu»).
17 червня 1954 року в процесі укрупнення сільських рад Естонської РСР Веневереська сільська рада ліквідована, а її територія склала східну частину Соомевереської сільської ради.